# Bitva v Hudsonově zálivu
Bitva v Hudsonově zálivu se odehrála 5. září 1697 v Hudsonově zálivu v Kanadě, nedaleko od anglické pevnosti York. Anglické lodě zde zaskočily osamocenou loď francouzského kapitána Pierra Le Moyne d'Ibervilla, jemuž se podařilo anglickou eskadru porazit a později se zmocnit i pevnosti York.

## Události před bitvou

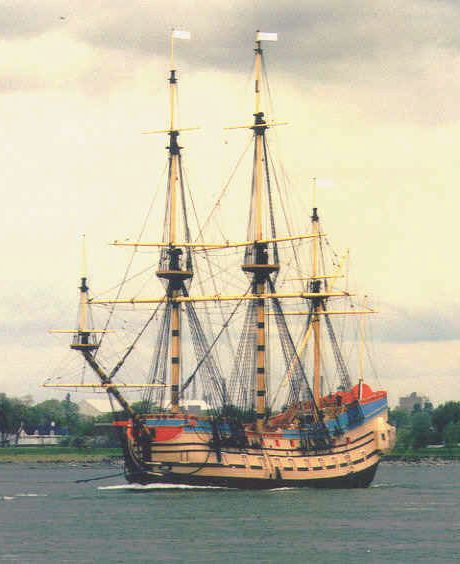
Replika d'Ibervillovy vlajkové lodi Pélican

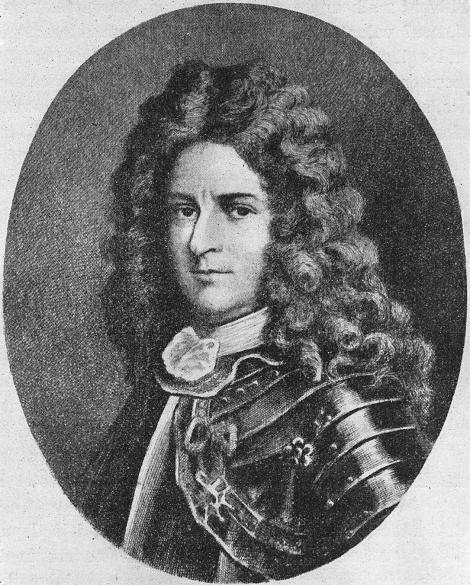
Kanadský rodák Pierre Le Moyne d'Iberville

Během dlouhého konfliktu známého jako devítiletá válka, nebo válka Augšpurské ligy se odehrával souboj Francie a Anglie o nadvládu nad obchodem s kožešinami v Severní Americe. Francie se opakovaně pokoušela převzít kontrolu nad pobřežím v Hudsonově zálivu, kde vznikla řada anglických opevněných obchodních stanic, které zde při ústí řek obchodovaly s domorodým obyvatelstvem, převážně pak vykupovaly drahé kožešiny. Z Francie byla vypravena expedice, která se měla pokusit obsadit nejdůležitější pevnosti v Hudsonově zálivu včetně klíčové pevnosti York. Nedaleko od cíle se však v mlze oddělila d'Ibervillova vlajková loď od flotily. D'Iberville plul dál na jih k pobřeží, kde nedaleko od pevnosti York vysadil část posádky, která měla pročesat okolí a provést průzkum pevnosti. V té době se také na obzoru objevila trojice lodí. Když si d'Iberville uvědomil, že to není zbytek jeho expedice, ale anglická eskadra, která jej odřízla, rozhodl se svést nerovnou bitvu.

## Síla
D'Ibervillova vlajková loď Pélican byla původně řadová loď 3. třídy (500 tun) s 50 děly (v době bitvy měla jen 44 děl) a se 150 muži posádky (část byla v té době na břehu). Proti němu měl anglický velitel eskadry John Fletcher jednu řadovou loď 4. třídy a dvě fregaty. Vlajkovou lodí Fletchera byla HMS Hampshire (460 tun) s 50 děly, dále se bitvy účastnila fregata HBC Royal Hudson's Bay (200 t) pod velením kapitána Nicholase Smithsenda s 32 děly a fregata HBC Dering (260 t) kapitána Michaela Grimingtona s 36 děly.

## Bitva
Bitva trvala dvě a půl hodiny. D'Iberville soustředil svůj útok na anglickou vlajkovou loď Hampshire. Anglické fregaty se po prvotních manévrech snažily využít svojí palebnou přesilu, zatímco se francouzský Pélican zaměstnal dělostřeleckým soubojem s Hampshire, což se jim zakrátko začalo dařit. Kapitán Fletcher dokonce údajně nechal připít na zdraví svému statečnému protějšku, avšak příští francouzská salva zasáhla anglickou vlajkovou loď do muničního skladu, následovala exploze a HMS Hampshire se začal potápět. D'Iberville nečekal a začal vzápětí hákovat nejbližší fregatu Royal Hudson's Bay, kterou po krátké a urputné zteči obsadil. Grimingtonova loď Dering sice také inkasovala řadu zásahů, ale podařilo se jí vyvázat a uplout.

## Po bitvě
Pélican byl však také silně poškozen a začal nabírat vodu. D'Iberville doplul zpátky k pobřeží a musel svojí loď opustit, avšak za nedlouho se na obzoru objevila francouzská expedice a krátce na to 13. září kapitulovala pevnost York.